# Eberhard Koldewey
| 27865 Ludgerfroebel | 30 marzo 1995 |

Eberhard Koldewey (1937) è un astronomo tedesco.
Il Minor Planet Center gli accredita la scoperta di due asteroidi, effettuate entrambe nel 1995 in collaborazione con Stefano Mottola.
Gli è stato dedicato l'asteroide 11352 Koldewey.